# 佐藤国蔵
佐藤 国蔵（さとう くにぞう、1867年9月5日（慶応3年8月8日） - 1909年（明治42年）6月20日）は、日本の医師。日本で初めて点字楽譜を点訳したことで知られる。小説家の田澤稲舟は従姪。

## 生涯
1867年（慶応3年）、出羽国飽海郡遊佐郷六日町村（現在の山形県飽海郡遊佐町遊佐高砂）に生まれる。父・意泉も医師で、住民から「えしぇさま（意泉様）」と呼ばれ親しまれた。「えしぇさま」は佐藤家の営む病院の通称となっている。
山形県会議員（後に衆議院議員）の鳥海時雨郎に師事し勉学に励み、1884年（明治17年）に東京大学医学部別課医学課程に合格した。しかし、2年生の秋頃から視力に変調をきたし、1887年（明治20年）に卒業こそできたものの、医術開業試験を受けることはできなかった。1889年（明治22年）、主治医である須田哲造が嘱託医を務めていた東京盲唖学校に入学。1893年（明治26年）、技芸科鍼治科を卒業すると同時に、技芸科バイオリン科に再入学する。この頃、同校の寄宿舎舎監を務めていた石川倉次との縁で、点字調査委員となる。1894年（明治27年）12月18日、小山作之助の『国民唱歌集』を点訳、翌1895年には点字楽譜の作成方法を示した『点字唱歌の譜綴り方』を作成した。これは、1910年（明治43年）に文部省が『訓盲楽譜』を発行するまで、視覚障害者の音楽教育のバイブルともいうべき存在であった。
1895年にバイオリン科を卒業した後、帝国大学医科大学附属医院に入院し、河本重次郎の執刀により虹彩切除の手術を受ける。この手術は成功し、視力が回復。1896年（明治29年）の医術開業試験に合格した。翌1897年（明治30年）に遊佐に帰郷した後は、問診や往診にとどまらず地域の衛生教育にも尽力した。
1909年（明治42年）、会合を終えて帰宅した直後に倒れ、心臓麻痺で亡くなった。